# HASデン・ボス

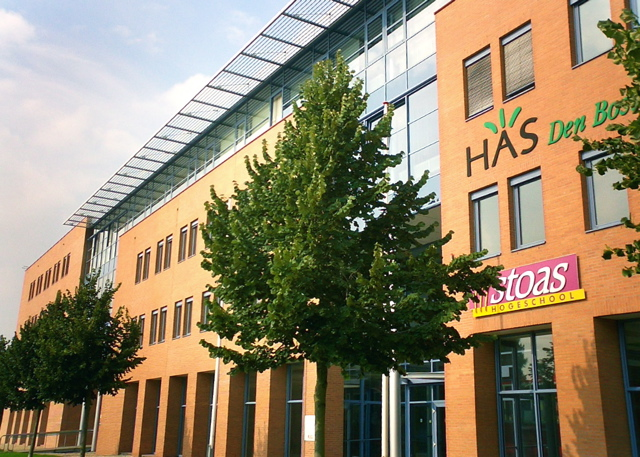
HASデン・ボス

HASデン・ボス（HAS Den Bosch University of Applied Sciences）はオランダの北ブラバント州、スヘルトーヘンボスにある高等職業教育機関（職業大学）。
2005年度時点の学生数は1,416人（内、交換留学生を含む外国人は50人）。スタッフ数186人。
高等教育の場としてだけではなく、食品業、農業、園芸業の専門情報機関、およびそのトレーニング機関としての役割を果たしており、民間企業（ユニリーバ、ハイネケン等）や政府機関へのコンサルタント業務や調査業務も提供している。

## 学群・学系
- 動物・環境学群
  - オランダ語でのプログラム
    - 畜産学および畜産衛生学
    - 環境科学

  - 英語でのプログラム
    - 畜産衛生学（短期コース）
    - 動物福祉学（修士課程）
- 食品・アグリビジネス学群
  - オランダ語でのプログラム
    - 食品健康学
    - フードビジネス学
    - フードデザイン学
    - フードテクノロジー学
    - 経営学およびアグリビジネス学
- グリーンビジネス学群
  - オランダ語でのプログラム
    - 商業園芸学
    - 造園および景観管理
    - 都市開発および農村開発

  - 英語でのプログラム
    - 商業園芸学および経営学
    - 花卉園芸学およびフローラル・デザイン
    - 花卉園芸学およびフローラル・デザイン 資格取得プログラム（1年コース）
    - 国際商業園芸学（修士課程）
    - 商業園芸学および貿易管理（短期コース）